# Sunil Chhetri
Sunil Chhetri (Secunderabad, 3 de agosto de 1984) é um futebolista indiano que atua como atacante.

## Carreira
De ascendência nepalesa, Chhetri iniciou sua carreira profissional em 2002, no Mohun Bagan, após ter passado pelo City FC, time amador de Nova Délhi. No total, foram 18 jogos e oito gols marcados.
Passou ainda por JCT Mills (48 jogos, 21 gols) East Bengal FC (14 jogos, nove gols) e Dempo SC (13 jogos, oito gols) antes de ser contratado pelo Kansas City Wizards (atual Sporting Kansas City), da Major League Soccer (principal divisão do futebol nos Estados Unidos), embora ele tivesse recebido propostas de Leeds United e Estoril, tendo ele declarado que esteve próximo de assinar com o clube inglês, mas nenhuma proposta oficial foi feita pelo Leeds. Esteve a um passo de assinar com o Queens Park Rangers em 2009, mas a transferência não aconteceu devido à ausência de um visto de trabalho.

“"É claro que eu gostaria de jogar na Europa com o [David] Villa e tudo depende de onde eu receber uma proposta. Jogar na Inglaterra certamente seria muito bom e eu negociei, mas os obstáculos são as restrições de licença de trabalho." ”

— Chhetri, manifestando interesse em jogar na Europa, ao lado do atacante espanhol David Villa.
Nos Wizards, Chhetri foi o primeiro jogador indiano da história da MLS, jogando apenas uma partida, contra o Colorado Rapids, pela Copa dos Estados Unidos (Lamar Hunt U.S. Cup), recebendo um cartão amarelo. Voltaria ao Mohun Bagan em 2011, tendo atuado em sete jogos, marcando sete gols. O desempenho fez com que Chhetri realizasse seu sonho de defender um futebol europeu, mais precisamente o Sporting de Portugal, que o contratou com o objetivo de divulgar seu nome em território indiano.
Inicialmente, o atacante foi remanejado ao time B dos Leões, onde jogou somente três partidas e não marcou nenhum gol pela Liga Vitalis (segunda divisão portuguesa). Porém, fora dos planos do Sporting para o resto da temporada, foi emprestado ao Churchill Brothers, onde fez oito partidas. Ainda em 2013, foi contratado pelo recém-criado time do Bengaluru, onde atua desde então.

## Carreira na Seleção

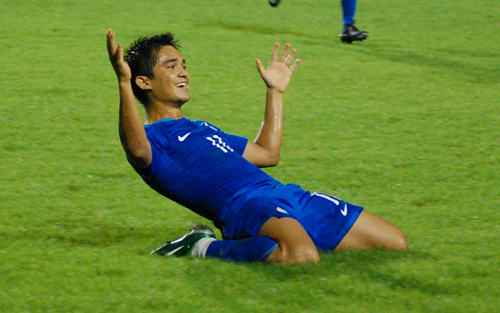
Chhetri comemora gol durante jogo da Índia na AFC Challenge Cup de 2008.

Desde 2005, Chhetri é convocado para a Seleção Indiana de Futebol, tendo recebido inclusive a braçadeira de capitão antes pertencente a Baichung Bhutia. Chegou ainda a jogar três partidas pela seleção sub-20 no ano anterior.
Pelos "Tigres Azuis", disputou a Copa da Ásia de 2011, onde a Índia caiu na primeira fase - o selecionado não conquistara a vaga na edição de 2007. Conquistou três edições da Copa Nehru (2005, 2007 e 2009), uma da AFC Challenge Cup (2008) e uma da Copa da SAFF (2011).
Em 6 de janeiro de 2019, ao marcar 2 gols em um jogo contra a Seleção Tailandesa válido pela Copa da Ásia se tornou o segundo jogador em atividade com mais gols pela sua Seleção Nacional.